# Яковлев, Виктор Викторович
Виктор Викторович Яковлев (22 июля 2003, Жиганский улус, Якутия, Россия) — российский борец вольного стиля. Мастер спорта России по спортивной борьбе. Призёр чемпионата России.

## Спортивная карьера
Уроженец Жиганского улуса. 19 апреля 2023 года ему было присвоено звание мастер спорта России. Весной 2024 года выиграл Первенство ДФО среди юниоров до 23 лет. 1 мая 2024 года в Подмосковье в малом финале на своем первом чемпионате России, выиграл у Якова Павлова из Оренбургской области со счётом 2:1, завоевав бронзовую медаль.

## Спортивные результаты
- Чемпионат России по вольной борьбе 2024 — ;